# Чемпіонат України з футболу 2004—2005: вища ліга (склади команд)
У складах клубів подано гравців, які провели щонайменше 1 гру в вищій лізі сезону 2004/05. Прізвища, імена та по батькові футболістів подані згідно з офіційним сайтом ФФУ.

## «Арсенал» (Київ)
Головний тренер: Олександр Баранов
| №            | Футболіст                          | Дата народження   | Країна   | Ігри     | Голи     |
| Воротарі     | Воротарі                           | Воротарі          | Воротарі | Воротарі | Воротарі |
| ------------ | ---------------------------------- | ----------------- | -------- | -------- | -------- |
|              | Бажан Ігор Миколайович             | 2 грудня 1981     | Україна  | 11       | 15п      |
|              | Байрашевський Роман Валерійович    | 7 серпня 1974     | Україна  | 19       | 18п      |
|              | Павленко Микола Миколайович        | 7 травня 1979     | Україна  | 1        | 0п       |
| Захисники    |                                    |                   |          |          |          |
|              | Омельянчук Сергій Петрович         | 8 серпня 1980     | Білорусь | 10       | 1        |
|              | Анікеєв Володимир Юрійович         | 16 січня 1976     | Україна  | 22       | 2        |
|              | Буньєвчевич Мирко                  | 5 лютого 1978     | Сербія   | 22       | 1        |
|              | Ганчаржик Северин Даніель          | 22 листопада 1981 | Польща   | 13       | 0        |
|              | Островський Андрій Миколайович     | 13 вересня 1973   | Білорусь | 16       | 0        |
|              | Першин Олександр Валентинович      | 23 червня 1977    | Україна  | 27       | 1        |
|              | Розгон Віталій Вікторович          | 23 березня 1980   | Україна  | 25       | 0        |
|              | Чернов Андрій Анатолійович         | 19 жовтня 1979    | Україна  | 16       | 0        |
| Півзахисники |                                    |                   |          |          |          |
|              | Баранов Іван Олександрович         | 16 червня 1985    | Україна  | 2        | 0        |
|              | Батальський Олександр Анатолійович | 28 жовтня 1986    | Україна  | 1        | 0        |
|              | Ібанда Патрік Гійом                | 5 вересня 1978    | Камерун  | 25       | 0        |
|              | Іванов Олексій Володимирович       | 9 січня 1978      | Україна  | 25       | 0        |
|              | Кардаш Василь Ярославович          | 14 січня 1973     | Україна  | 6        | 0        |
|              | Клименко Олександр Віталійович     | 11 лютого 1982    | Україна  | 8        | 0        |
|              | Коновалов Сергій Борисович         | 1 березня 1972    | Україна  | 11       | 0        |
|              | Костюк Ігор Володимирович          | 14 вересня 1975   | Україна  | 19       | 1        |
|              | Мізін Сергій Григорович            | 25 вересня 1972   | Україна  | 24       | 5        |
|              | Наконечний Микола Леонідович       | 10 вересня 1981   | Україна  | 4        | 0        |
|              | Пестряков Олег Ігорович            | 5 серпня 1974     | Україна  | 6        | 0        |
|              | Піріч Івіца                        | 24 січня 1977     | Хорватія | 19       | 0        |
|              | Рибич Владимир                     | 28 березня 1981   | Сербія   | 4        | 1        |
|              | Рябих Андрій Митрофанович          | 16 травня 1982    | Росія    | 7        | 0        |
|              | Скоба Ігор Олегович                | 21 травня 1982    | Україна  | 7        | 0        |
| Нападники    |                                    |                   |          |          |          |
|              | Бабич Костянтин Миколайович        | 6 травня 1975     | Україна  | 27       | 6        |
|              | Ковальчик Мацей                    | 6 березня 1977    | Польща   | 17       | 4        |
|              | Окодува Еммануель Осеї             | 21 листопада 1983 | Нігерія  | 24       | 8        |

## «Борисфен» (Бориспіль)
Головні тренери: Олександр Рябоконь (15 матчів), Степан Матвіїв (15 матчів)
| №            | Футболіст                             | Дата народження   | Країна   | Ігри     | Голи     |
| Воротарі     | Воротарі                              | Воротарі          | Воротарі | Воротарі | Воротарі |
| ------------ | ------------------------------------- | ----------------- | -------- | -------- | -------- |
|              | Бабак Олександр Михайлович            | 3 лютого 1979     | Україна  | 5        | 4п       |
|              | Деонас(Винокуров) Вадим Володимирович | 25 липня 1975     | Україна  | 13       | 11п      |
|              | Михайлов Андрій Михайлович            | 7 травня 1982     | Україна  | 11       | 16п      |
| Захисники    |                                       |                   |          |          |          |
|              | Волосянко Микола Миколайович          | 13 березня 1972   | Україна  | 3        | 0        |
|              | Карамушка Олег Олександрович          | 30 квітня 1984    | Україна  | 25       | 2        |
|              | Кірюхін Олександр Григорович          | 1 жовтня 1974     | Україна  | 13       | 0        |
|              | Котелюх Олег Дмитрович                | 19 червня 1979    | Україна  | 28       | 0        |
|              | Оксимець Андрій Григорович            | 27 вересня 1974   | Україна  | 2        | 0        |
|              | Сахно Сергій Миколайович              | 2 липня 1985      | Україна  | 1        | 0        |
|              | Сизон Олег Федорович                  | 1 лютого 1977     | Україна  | 2        | 0        |
|              | Станкевич Максим Олегович             | 3 січня 1985      | Україна  | 2        | 0        |
|              | Хомин Андрій Михайлович               | 2 січня 1982      | Україна  | 23       | 1        |
|              | Черній Сергій Олександрович           | 9 квітня 1984     | Україна  | 18       | 0        |
| Півзахисники |                                       |                   |          |          |          |
|              | Анненков Андрій Михайлович            | 21 січня 1969     | Україна  | 7        | 0        |
|              | Бредун Євген Дмитрович                | 10 вересня 1982   | Україна  | 8        | 0        |
|              | Гончар Олександр Борисович            | 25 лютого 1980    | Україна  | 24       | 0        |
|              | Городов Олексій Анатолійович          | 28 серпня 1978    | Україна  | 8        | 0        |
|              | Деркач Андрій Володимирович           | 28 травня 1985    | Україна  | 23       | 2        |
|              | Дмитрук Олександр Миколайович         | 16 липня 1980     | Україна  | 22       | 0        |
|              | Запорожан Андрій Юрійович             | 21 березня 1983   | Україна  | 4        | 0        |
|              | Ковалець Сергій Іванович              | 5 вересня 1968    | Україна  | 3        | 0        |
|              | Ковалюк Володимир Васильович          | 3 березня 1972    | Україна  | 14       | 0        |
|              | Ковальчук Тарас Степанович            | 21 лютого 1973    | Україна  | 8        | 0        |
|              | Листопад Тимофій Андрійович           | 12 жовтня 1988    | Україна  | 1        | 0        |
|              | Литовчак Роман Миколайович            | 22 лютого 1979    | Україна  | 23       | 2        |
|              | Лупашко Владислав Вікторович          | 4 грудня 1986     | Україна  | 2        | 0        |
|              | Оберемко Андрій Олександрович         | 18 березня 1984   | Україна  | 1        | 0        |
|              | Пшеничних Сергій Миколайович          | 19 листопада 1981 | Україна  | 10       | 0        |
|              | Сапай Вадим Вікторович                | 7 лютого 1986     | Україна  | 1        | 0        |
|              | Стадник Максим Олександрович          | 20 січня 1985     | Україна  | 2        | 0        |
|              | Сухомлинов Владислав Валерійович      | 2 січня 1978      | Україна  | 12       | 0        |
|              | Трусевич Максим Павлович              | 1 серпня 1985     | Україна  | 20       | 0        |
| Нападники    |                                       |                   |          |          |          |
|              | Левига Руслан Іванович                | 31 січня 1983     | Україна  | 11       | 3        |
|              | Лісовий Максим Олексійович            | 21 травня 1985    | Україна  | 2        | 1        |
|              | Мельник Вадим Васильович              | 16 травня 1980    | Україна  | 19       | 3        |
|              | Пономаренко Сергій Іванович           | 20 лютого 1982    | Україна  | 3        | 0        |
|              | Слабишев Юрій Олександрович           | 6 жовтня 1979     | Україна  | 1        | 0        |
|              | Хромцов Олег Віталійович              | 30 травня 1983    | Молдова  | 14       | 1        |
|              | Швець Ігор Богданович                 | 14 березня 1985   | Україна  | 9        | 0        |

## «Волинь» (Луцьк)
Головний тренер: Віталій Кварцяний
| №            | Футболіст                        | Дата народження   | Країна               | Ігри     | Голи     |
| Воротарі     | Воротарі                         | Воротарі          | Воротарі             | Воротарі | Воротарі |
| ------------ | -------------------------------- | ----------------- | -------------------- | -------- | -------- |
|              | Гуменюк Олександр Анатолійович   | 6 жовтня 1976     | Україна              | 24       | 30п      |
|              | Неділько Віталій Михайлович      | 21 серпня 1982    | Україна              | 1        | 3п       |
|              | Нікітенко Юрій Миколайович       | 28 березня 1974   | Україна              | 4        | 3п       |
|              | Постранський Віталій Михайлович  | 2 серпня 1977     | Україна              | 1        | 1п       |
| Захисники    |                                  |                   |                      |          |          |
|              | Ганчаржик Северин Даніель        | 22 листопада 1981 | Польща               | 11       | 0        |
|              | Джудовіч Міодраг                 | 6 вересня 1979    | Сербія               | 25       | 1        |
|              | Донець Андрій Анатолійович       | 3 січня 1981      | Україна              | 6        | 0        |
|              | Ковалюк Володимир Васильович     | 3 березня 1972    | Україна              | 8        | 0        |
|              | Новак Марцін Даріуш              | 26 червня 1979    | Польща               | 14       | 0        |
|              | Омоко Оровіанор Гаррісон         | 12 грудня 1981    | Нігерія              | 20       | 0        |
|              | Папа Гуйе                        | 7 червня 1984     | Сенегал              | 12       | 0        |
|              | Здравко Шараба                   | 15 травня 1980    | Боснія і Герцеговина | 8        | 0        |
| Півзахисники |                                  |                   |                      |          |          |
|              | Бута Корнел                      | 1 листопада 1977  | Румунія              | 23       | 2        |
|              | Гальчук Любомир Богданович       | 18 вересня 1981   | Україна              | 1        | 0        |
|              | Гащин Володимир Володимирович    | 2 січня 1972      | Україна              | 16       | 2        |
|              | Герасимюк Олег Вікторович        | 25 вересня 1986   | Україна              | 6        | 2        |
|              | Девіч Марко                      | 27 жовтня 1983    | Україна              | 14       | 0        |
|              | Домбрайе Едді Лорд               | 11 листопада 1979 | Нігерія              | 4        | 0        |
|              | Жерш Роман Валерійович           | 2 грудня 1985     | Україна              | 9        | 0        |
|              | Круніч Браніслав                 | 28 січня 1979     | Боснія і Герцеговина | 28       | 5        |
|              | Мор Едуард Володимирович         | 4 жовтня 1977     | Україна              | 3        | 0        |
|              | Нагорняк Сергій Миколайович      | 5 вересня 1971    | Україна              | 15       | 1        |
|              | Александар Недович               | 5 вересня 1978    | Сербія               | 4        | 0        |
|              | Панас Вадим Володимирович        | 23 травня 1985    | Україна              | 4        | 0        |
|              | Ряхн Тааві                       | 16 травня 1981    | Естонія              | 23       | 1        |
|              | Сіанкам Емако Ернест             | 21 лютого 1981    | Камерун              | 6        | 0        |
|              | Товкацький Василь Сергійович     | 14 січня 1983     | Україна              | 2        | 0        |
|              | Тришович Александар              | 25 листопада 1983 | Сербія               | 28       | 7        |
|              | Чеботарі Борис                   | 3 лютого 1975     | Молдова              | 23       | 0        |
| Нападники    |                                  |                   |                      |          |          |
|              | Алозі Міхаель Чіді               | 16 жовтня 1986    | Нігерія              | 6        | 0        |
|              | Лужанков Аляксандр Аляксандравіч | 7 травня 1983     | Білорусь             | 2        | 0        |
|              | Саша Митич                       | 7 грудня 1978     | Сербія               | 23       | 2        |
|              | Душан Попович                    | 20 квітня 1981    | Сербія               | 1        | 0        |
|              | Сачко Василь Вікторович          | 3 травня 1975     | Україна              | 26       | 12       |

## «Ворскла-Нафтогаз» (Полтава)
Головний тренер: Володимир Мунтян
| №            | Футболіст                         | Дата народження   | Країна               | Ігри     | Голи     |
| Воротарі     | Воротарі                          | Воротарі          | Воротарі             | Воротарі | Воротарі |
| ------------ | --------------------------------- | ----------------- | -------------------- | -------- | -------- |
|              | Долганський Сергій Миколайович    | 15 вересня 1974   | Україна              | 6        | 5п       |
|              | Постранський Віталій Михайлович   | 2 серпня 1977     | Україна              | 12       | 12п      |
|              | Пятов Андрій Валерійович          | 28 червня 1984    | Україна              | 1        | 2п       |
|              | Стойко Дмитро Вікторович          | 3 лютого 1975     | Україна              | 10       | 16п      |
| Захисники    |                                   |                   |                      |          |          |
|              | Бранавіцкі Явгеній Віктаравіч     | 15 травня 1981    | Білорусь             | 5        | 0        |
|              | Доценко Валерій Анатолійович      | 23 грудня 1978    | Україна              | 3        | 0        |
|              | Закотюк Микола Степанович         | 3 лютого 1975     | Україна              | 26       | 0        |
|              | Клименко Андрій Віталійович       | 13 вересня 1977   | Україна              | 6        | 0        |
|              | Монахов Антон Олександрович       | 31 січня 1982     | Україна              | 1        | 0        |
|              | Олефір Володимир Андрійович       | 26 лютого 1980    | Україна              | 11       | 0        |
|              | Радевич Сергій Анатолійович       | 4 січня 1984      | Україна              | 2        | 0        |
|              | Сандуловіч Владімір               | 18 травня 1977    | Сербія               | 11       | 0        |
|              | Стоян Денис Анатолійович          | 24 серпня 1981    | Україна              | 28       | 1        |
|              | Хістєв Сергій Олександрович       | 30 червня 1981    | Україна              | 8        | 1        |
|              | Цуррі Дебатік                     | 28 грудня 1983    | Албанія              | 14       | 1        |
|              | Чижов Олександр Олександрович     | 10 серпня 1986    | Україна              | 2        | 0        |
| Півзахисники |                                   |                   |                      |          |          |
|              | Бербат Сергій Костянтинович       | 11 листопада 1980 | Україна              | 1        | 0        |
|              | Браіла Володимир Леонідович       | 21 серпня 1978    | Україна              | 6        | 1        |
|              | Дяченко Сергій Анатолійович       | 22 листопада 1984 | Україна              | 1        | 0        |
|              | Єпуряну Сергей                    | 12 вересня 1976   | Молдова              | 22       | 2        |
|              | Йокшас Андрюс                     | 12 січня 1979     | Литва                | 7        | 0        |
|              | Карпенко Максим Васильович        | 12 липня 1985     | Україна              | 15       | 0        |
|              | Ковалевський Антон Анатолійович   | 2 серпня 1984     | Україна              | 12       | 1        |
|              | Медведєв Геннадій Миколайович     | 7 лютого 1975     | Україна              | 24       | 1        |
|              | Мелліті Соф'єн                    | 18 серпня 1978    | Туніс                | 13       | 0        |
|              | Муніші Ісмет                      | 3 жовтня 1974     | Сербія та Чорногорія | 9        | 0        |
|              | Онопко Сергій Савелійович         | 26 жовтня 1973    | Україна              | 3        | 0        |
|              | Поліщук Володимир Васильович      | 29 жовтня 1974    | Україна              | 3        | 0        |
|              | Полуницький Олександр Віталійович | 16 січня 1985     | Україна              | 3        | 0        |
|              | Прудіус Владислав Миколайович     | 22 червня 1973    | Україна              | 6        | 0        |
|              | Пушкуца Віталій Георгійович       | 13 липня 1974     | Україна              | 2        | 0        |
|              | Ребенок Павло Вікторович          | 23 липня 1985     | Україна              | 9        | 1        |
|              | Свистунов Олександр Вікторович    | 30 серпня 1973    | Україна              | 11       | 1        |
|              | Соляник Руслан Олексійович        | 8 серпня 1984     | Україна              | 18       | 0        |
|              | Хроль Геннадій Юрійович           | 8 серпня 1979     | Україна              | 16       | 0        |
| Нападники    |                                   |                   |                      |          |          |
|              | Горбков Максим Станіславович      | 19 січня 1984     | Україна              | 3        | 0        |
|              | Капаністий Роман Васильович       | 15 грудня 1983    | Україна              | 7        | 0        |
|              | Козлюк Юрій Володимирович         | 14 червня 1984    | Україна              | 3        | 0        |
|              | Кузнецов Сергій Сергійович        | 31 серпня 1982    | Україна              | 12       | 0        |
|              | Міленковіч Владімір               | 22 червня 1982    | Сербія та Чорногорія | 14       | 4        |
|              | Несін Віталій Леонідович          | 23 лютого 1984    | Україна              | 11       | 0        |
|              | Онисько Павло Степанович          | 12 липня 1979     | Україна              | 6        | 0        |
|              | Пищур Олександр Віталійович       | 29 січня 1981     | Україна              | 7        | 0        |
|              | Целих Юрій Миколайович            | 18 квітня 1979    | Україна              | 4        | 1        |
|              | Чичиков Олексій Григорович        | 30 вересня 1987   | Україна              | 7        | 3        |

## «Динамо» (Київ)
Головні тренери: Олексій Михайличенко (4 матчі), Йожеф Сабо (26 матчів)
| №            | Футболіст                           | Дата народження   | Країна     | Ігри     | Голи     |
| Воротарі     | Воротарі                            | Воротарі          | Воротарі   | Воротарі | Воротарі |
| ------------ | ----------------------------------- | ----------------- | ---------- | -------- | -------- |
|              | Рева Віталій Григорович             | 19 листопада 1974 | Україна    | 7        | 5п       |
|              | Шовковський Олександр Володимирович | 2 січня 1975      | Україна    | 23       | 9п       |
| Захисники    |                                     |                   |            |          |          |
|              | Гавранчіч Горан                     | 2 серпня 1978     | Сербія     | 25       | 2        |
|              | Дмитрулін Юрій Михайлович           | 10 лютого 1975    | Україна    | 6        | 0        |
|              | Ірімія Крістіан                     | 7 липня 1981      | Румунія    | 4        | 0        |
|              | Ель Каддурі Бадр                    | 31 січня 1981     | Марокко    | 7        | 0        |
|              | Несмачний Андрій Миколайович        | 28 лютого 1979    | Україна    | 26       | 0        |
|              | Дантас Біспо Родольфо               | 23 жовтня 1982    | Бразилія   | 22       | 3        |
|              | Да Коста Родріго Балдассо           | 27 серпня 1980    | Бразилія   | 11       | 1        |
|              | Романчук Олександр Володимирович    | 21 жовтня 1984    | Україна    | 1        | 0        |
|              | Сабліч Горан                        | 4 серпня 1979     | Хорватія   | 13       | 0        |
|              | Федоров Сергій Владиславович        | 18 лютого 1975    | Україна    | 11       | 1        |
|              | Яценко Олександр Іванович           | 24 лютого 1985    | Україна    | 1        | 0        |
| Півзахисники |                                     |                   |            |          |          |
|              | Бялькевіч Валянцін Мікалаєвіч       | 27 січня 1973     | Білорусь   | 23       | 4        |
|              | Бідненко Руслан Михайлович          | 20 липня 1981     | Україна    | 3        | 0        |
|              | Герасимюк Олег Вікторович           | 25 вересня 1986   | Україна    | 2        | 0        |
|              | Гіоане Тіберіу                      | 18 червня 1981    | Румунія    | 16       | 3        |
|              | Гусєв Олег Анатолійович             | 25 квітня 1983    | Україна    | 24       | 3        |
|              | Гусін Андрій Леонідович             | 11 грудня 1972    | Україна    | 11       | 1        |
|              | Дедечко Денис Михайлович            | 2 липня 1987      | Україна    | 1        | 0        |
|              | Пачеко да Фонтура Діого Аугусто     | 18 квітня 1980    | Бразилія   | 25       | 10       |
|              | Леко Єрко                           | 9 квітня 1980     | Хорватія   | 16       | 1        |
|              | Нінковіч Мілош                      | 25 грудня 1984    | Сербія     | 4        | 0        |
|              | Оберемко Андрій Олександрович       | 18 березня 1984   | Україна    | 1        | 0        |
|              | Пеєв Георгі Іванов                  | 11 березня 1979   | Болгарія   | 11       | 0        |
|              | Чернат Флорін Лучіан                | 10 травня 1980    | Румунія    | 25       | 2        |
|              | Чеснаускіс Едгарас                  | 5 лютого 1984     | Литва      | 1        | 0        |
|              | Юссуф Атанда Аїла                   | 4 листопада 1984  | Нігерія    | 16       | 3        |
| Нападники    |                                     |                   |            |          |          |
|              | Верпаковскіс Маріс                  | 15 жовтня 1979    | Латвія     | 23       | 4        |
|              | Де Соуза Фрейтас Клебер Джакомасе   | 12 серпня 1983    | Бразилія   | 22       | 8        |
|              | Мілевський Артем Володимирович      | 12 січня 1985     | Україна    | 8        | 0        |
|              | Нанні Роберто Антоніо               | 20 серпня 1981    | Аргентина  | 1        | 1        |
|              | Шацьких Максим Олександрович        | 30 серпня 1978    | Узбекистан | 29       | 11       |

## «Дніпро» (Дніпропетровськ)
Головний тренер: Євген Кучеревський
| №            | Футболіст                           | Дата народження   | Країна   | Ігри     | Голи     |
| Воротарі     | Воротарі                            | Воротарі          | Воротарі | Воротарі | Воротарі |
| ------------ | ----------------------------------- | ----------------- | -------- | -------- | -------- |
|              | Кернозенко Вячеслав Сергійович      | 4 червня 1976     | Україна  | 24       | 30п      |
|              | Медін Микола Олександрович          | 4 травня 1972     | Україна  | 6        | 4п       |
| Захисники    |                                     |                   |          |          |          |
|              | Грицай Олександр Анатолійович       | 30 вересня 1977   | Україна  | 29       | 2        |
|              | Єзерський Володимир Іванович        | 15 листопада 1976 | Україна  | 24       | 1        |
|              | Матюхін Сергій Володимирович        | 21 березня 1980   | Україна  | 16       | 2        |
|              | Поклонський Олександр Володимирович | 22 січня 1975     | Україна  | 1        | 0        |
|              | Радченко Олександр Борисович        | 19 липня 1976     | Україна  | 23       | 1        |
|              | Русол Андрій Анатолійович           | 16 січня 1983     | Україна  | 28       | 0        |
|              | Шевчук В'ячеслав Анатолійович       | 13 травня 1979    | Україна  | 11       | 1        |
| Півзахисники |                                     |                   |          |          |          |
|              | Андрієнко Денис Андрійович          | 12 квітня 1980    | Україна  | 9        | 0        |
|              | Бідненко Руслан Михайлович          | 20 липня 1981     | Україна  | 8        | 0        |
|              | Костишин Руслан Володимирович       | 8 січня 1977      | Україна  | 27       | 1        |
|              | Кравченко Костянтин Сергійович      | 24 вересня 1986   | Україна  | 12       | 1        |
|              | Лисицький Віталій Сергійович        | 16 квітня 1982    | Україна  | 13       | 0        |
|              | Максимюк Роман Васильович           | 14 червня 1974    | Україна  | 5        | 0        |
|              | Михайленко Дмитро Станіславович     | 13 липня 1973     | Україна  | 15       | 0        |
|              | Мотуз Сергій Сергійович             | 6 липня 1982      | Україна  | 1        | 0        |
|              | Назаренко Сергій Юрійович           | 16 лютого 1980    | Україна  | 27       | 5        |
|              | Рикун Олександр Валерійович         | 6 травня 1978     | Україна  | 19       | 2        |
|              | Ротань Руслан Петрович              | 29 жовтня 1981    | Україна  | 21       | 1        |
|              | Семочко Дмитро Дмитрович            | 25 січня 1979     | Україна  | 15       | 2        |
|              | Шелаєв Олег Миколайович             | 5 листопада 1976  | Україна  | 24       | 2        |
| Нападники    |                                     |                   |          |          |          |
|              | Балабанов Костянтин Олексійович     | 13 серпня 1982    | Україна  | 7        | 1        |
|              | Венглінський Олег Миколайович       | 21 березня 1978   | Україна  | 15       | 3        |
|              | Карнілєнка Сяргєй Аляксандравіч     | 14 червня 1983    | Білорусь | 14       | 7        |
|              | Котенко Іван Петрович               | 28 квітня 1985    | Україна  | 1        | 0        |
|              | Мелащенко Олександр Петрович        | 13 грудня 1978    | Україна  | 19       | 6        |

## «Закарпаття» (Ужгород)
Головний тренер: Віктор Ряшко
| №            | Футболіст                         | Дата народження   | Країна     | Ігри     | Голи     |
| Воротарі     | Воротарі                          | Воротарі          | Воротарі   | Воротарі | Воротарі |
| ------------ | --------------------------------- | ----------------- | ---------- | -------- | -------- |
|              | Луценко Тарас Володимирович       | 1 лютого 1974     | Україна    | 28       | 26п      |
|              | Овсієнко Володимир Володимирович  | 30 жовтня 1978    | Україна    | 1        | 1п       |
|              | Чантурія Грігол                   | 25 вересня 1973   | Грузія     | 1        | 3п       |
| Захисники    |                                   |                   |            |          |          |
|              | Антонюк Олександр Андрійович      | 29 січня 1979     | Україна    | 7        | 0        |
|              | Ільницький Тарас Іванович         | 4 березня 1983    | Україна    | 27       | 0        |
|              | Кополовець Михайло Михайлович     | 29 січня 1984     | Україна    | 12       | 0        |
|              | Савінов Олексій                   | 19 квітня 1979    | Молдова    | 26       | 1        |
|              | Сапуга Андрій Михайлович          | 4 жовтня 1976     | Україна    | 27       | 0        |
|              | Хвостунов Олександр Володимирович | 9 січня 1974      | Узбекистан | 1        | 0        |
|              | Чеберячко Євген Олександрович     | 19 червня 1983    | Україна    | 11       | 0        |
|              | Шевелюхін Олександр Анатолійович  | 27 серпня 1982    | Україна    | 8        | 2        |
| Півзахисники |                                   |                   |            |          |          |
|              | Голайдо Денис Олександрович       | 3 червня 1984     | Україна    | 12       | 1        |
|              | Гурка Михайло Петрович            | 21 листопада 1975 | Україна    | 28       | 0        |
|              | Дацишин Віталій Олександрович     | 7 лютого 1975     | Україна    | 2        | 0        |
|              | Заяць Вадим Григорович            | 1 червня 1974     | Україна    | 4        | 0        |
|              | Ключик Сергій Леонідович          | 27 серпня 1973    | Україна    | 2        | 0        |
|              | Кобін Василь Васильович           | 24 травня 1985    | Україна    | 28       | 2        |
|              | Кудінов Юрій Олексійович          | 10 травня 1975    | Україна    | 8        | 0        |
|              | Лозінський Євгеній Петрович       | 7 лютого 1982     | Україна    | 12       | 0        |
|              | Маковей Ігор Юрійович             | 4 вересня 1976    | Україна    | 11       | 0        |
|              | Селезньов Юрій Олександрович      | 18 грудня 1975    | Україна    | 9        | 0        |
|              | Сергеєв Лев Володимирович         | 5 січня 1981      | Україна    | 1        | 0        |
|              | Слюсар Валентин Васильович        | 15 вересня 1977   | Україна    | 29       | 1        |
|              | Смірнов Денис Анатолійович        | 18 червня 1975    | Україна    | 10       | 0        |
|              | Товкацький Василь Сергійович      | 14 січня 1983     | Україна    | 11       | 0        |
|              | Чучман Ігор Романович             | 15 лютого 1985    | Україна    | 3        | 0        |
| Нападники    |                                   |                   |            |          |          |
|              | Бундаш Мирослав Омелянович        | 22 грудня 1976    | Україна    | 5        | 0        |
|              | Мацюк Віктор Миколайович          | 7 травня 1975     | Україна    | 6        | 0        |
|              | Нодь Жолт                         | 23 березня 1979   | Угорщина   | 12       | 2        |
|              | Пищур Олександр Віталійович       | 29 січня 1981     | Україна    | 3        | 0        |
|              | Решітка Марчел Петру              | 4 листопада 1975  | Молдова    | 4        | 0        |
|              | Целих Юрій Миколайович            | 18 квітня 1979    | Україна    | 11       | 6        |
|              | Шевцов Сергій Анатолійович        | 31 грудня 1975    | Україна    | 10       | 4        |
|              | Ярош Руслан Леонідович            | 31 серпня 1979    | Україна    | 26       | 1        |

## «Іллічівець» (Маріуполь)
Головні тренери: Микола Павлов (13 матчів), Іван Балан (17 матчів)
| №            | Футболіст                         | Дата народження   | Країна   | Ігри     | Голи     |
| Воротарі     | Воротарі                          | Воротарі          | Воротарі | Воротарі | Воротарі |
| ------------ | --------------------------------- | ----------------- | -------- | -------- | -------- |
|              | Нікітін Андрій Дмитрович          | 8 січня 1972      | Україна  | 22       | 27п      |
|              | Шуховцев Ігор Вікторович          | 13 липня 1971     | Україна  | 8        | 7п       |
| Захисники    |                                   |                   |          |          |          |
|              | Бойко Андрій Борисович            | 27 квітня 1981    | Україна  | 24       | 0        |
|              | Бояринцев Леонід Андрійович       | 18 вересня 1982   | Україна  | 11       | 0        |
|              | Глевецкас Дайнюс Юлюс             | 3 травня 1977     | Литва    | 8        | 0        |
|              | Краснопьоров Олег Володимирович   | 25 липня 1980     | Україна  | 28       | 0        |
|              | Мальцев Олександр Володимирович   | 30 жовтня 1975    | Україна  | 26       | 4        |
|              | Яксманицький Володимир Іванович   | 4 лютого 1977     | Україна  | 24       | 0        |
| Півзахисники |                                   |                   |          |          |          |
|              | Гай Олексій Анатолійович          | 6 листопада 1982  | Україна  | 26       | 3        |
|              | Гібалюк Микола Миколайович        | 21 травня 1984    | Україна  | 6        | 0        |
|              | Єсін Дмитро Олександрович         | 15 квітня 1980    | Україна  | 29       | 0        |
|              | Закарлюка Сергій Володимирович    | 17 серпня 1976    | Україна  | 29       | 12       |
|              | Зубов Геннадій Олександрович      | 12 вересня 1977   | Україна  | 15       | 4        |
|              | Кілікевич Володимир Володимирович | 30 листопада 1983 | Україна  | 1        | 0        |
|              | Конюшенко Андрій Вікторович       | 2 квітня 1977     | Україна  | 4        | 0        |
|              | Мазуренко Олег Миколайович        | 8 листопада 1977  | Україна  | 14       | 1        |
|              | Платонов Валентин Вікторович      | 15 січня 1977     | Україна  | 27       | 2        |
|              | Пуканич Адріан Миколайович        | 22 червня 1983    | Україна  | 13       | 2        |
|              | Цихмейструк Едуард Миколайович    | 24 червня 1973    | Україна  | 27       | 4        |
|              | Шищенко Сергій Юрійович           | 13 січня 1976     | Україна  | 14       | 1        |
| Нападники    |                                   |                   |          |          |          |
|              | Грибанов Сергій Олегович          | 17 листопада 1981 | Україна  | 13       | 4        |
|              | Кривошеєнко Іван Васильович       | 11 травня 1984    | Україна  | 21       | 0        |
|              | Півненко Сергій Сергійович        | 19 жовтня 1984    | Україна  | 4        | 0        |

## «Кривбас» (Кривий Ріг)
Головні тренери: Анатолій Пісковець (13 матчів), Андрій Купцов (2 матчі), Олександр Косевич (15 матчів)
| №            | Футболіст                         | Дата народження   | Країна   | Ігри     | Голи     |
| Воротарі     | Воротарі                          | Воротарі          | Воротарі | Воротарі | Воротарі |
| ------------ | --------------------------------- | ----------------- | -------- | -------- | -------- |
|              | Горяінов Олександр Сергійович     | 29 червня 1975    | Україна  | 25       | 26п      |
|              | Дімітрієвіч Ігор                  | 15 лютого 1977    | Сербія   | 7        | 12п      |
|              | Старцев Максим Олександрович      | 20 січня 1980     | Україна  | 1        | 0п       |
| Захисники    |                                   |                   |          |          |          |
|              | Джіновіч Ігор                     | 27 березня 1980   | Сербія   | 2        | 0        |
|              | Дмитрієв Сергій Олександрович     | 3 листопада 1978  | Україна  | 27       | 0        |
|              | Загорац Мілан                     | 15 червня 1980    | Сербія   | 23       | 0        |
|              | Задорожний Сергій Михайлович      | 20 лютого 1976    | Україна  | 13       | 0        |
|              | Кірильчик Павел Васільєвіч        | 4 січня 1981      | Білорусь | 28       | 0        |
|              | Котов Євген Валентинович          | 10 серпня 1978    | Україна  | 7        | 1        |
|              | Кудлай Сергій Валерійович         | 21 квітня 1986    | Україна  | 2        | 0        |
|              | Шевелюхін Олександр Анатолійович  | 27 серпня 1982    | Україна  | 14       | 0        |
| Півзахисники |                                   |                   |          |          |          |
|              | Алегбе Тоні                       | 10 жовтня 1981    | Нігерія  | 22       | 0        |
|              | Горбаненко Вячеслав Олександрович | 22 лютого 1984    | Україна  | 1        | 0        |
|              | Данченко Юрій Володимирович       | 9 серпня 1979     | Україна  | 10       | 0        |
|              | Дун'їч Дарко                      | 8 лютого 1981     | Сербія   | 11       | 0        |
|              | Кашевскі Мікалай Мікалаєвіч       | 5 жовтня 1980     | Білорусь | 29       | 5        |
|              | Кучеренко Іван Васильович         | 6 січня 1987      | Україна  | 2        | 0        |
|              | Морозов Андрій Петрович           | 24 жовтня 1979    | Білорусь | 20       | 1        |
|              | Матвейчик Артур Барисавіч         | 15 жовтня 1974    | Білорусь | 2        | 0        |
|              | Маткевич Анатолій Анатолійович    | 17 червня 1977    | Україна  | 1        | 0        |
|              | Нікіценка Сяргєй Віктаравіч       | 19 серпня 1978    | Білорусь | 16       | 2        |
|              | Пономаренко Володимир Миколайович | 29 жовтня 1972    | Україна  | 3        | 0        |
|              | Рамазанов Мурад Сергійович        | 10 березня 1979   | Росія    | 8        | 0        |
|              | Селезньов Юрій Олександрович      | 18 грудня 1975    | Україна  | 2        | 0        |
|              | Соколовський Денис Михайлович     | 26 березня 1979   | Україна  | 4        | 0        |
|              | Спєвак Андрій Олександрович       | 4 січня 1976      | Україна  | 20       | 0        |
|              | Суспіцин Дмитро Анатолійович      | 9 березня 1985    | Україна  | 2        | 0        |
|              | Тодоровіч Раде                    | 21 травня 1974    | Сербія   | 4        | 0        |
|              | Трапачкін Раман Валєр'євіч        | 20 травня 1977    | Білорусь | 6        | 0        |
|              | Шубін Артем Юрійович              | 6 вересня 1983    | Україна  | 7        | 1        |
|              | Щеглов Сергій Євгенович           | 26 листопада 1976 | Україна  | 12       | 0        |
| Нападники    |                                   |                   |          |          |          |
|              | Адієв Магомед Мусаєвіч            | 30 червня 1977    | Росія    | 14       | 5        |
|              | Дранов Сергій Геннадійович        | 1 вересня 1977    | Україна  | 9        | 0        |
|              | Кабанов Тарас Володимирович       | 23 січня 1981     | Україна  | 22       | 3        |
|              | Мазяр Володимир Іванович          | 28 вересня 1977   | Україна  | 1        | 0        |
|              | Поповічі Александру               | 9 квітня 1977     | Молдова  | 21       | 5        |
|              | Салаховіч Сеад                    | 24 жовтня 1977    | Сербія   | 17       | 1        |

## «Металіст» (Харків)
Головні тренери: Геннадій Литовченко (15 матчів), Олександр Заваров (15 матчів)
| №            | Футболіст                            | Дата народження   | Країна     | Ігри     | Голи     |
| Воротарі     | Воротарі                             | Воротарі          | Воротарі   | Воротарі | Воротарі |
| ------------ | ------------------------------------ | ----------------- | ---------- | -------- | -------- |
|              | Овсієнко Володимир Володимирович     | 30 жовтня 1978    | Україна    | 3        | 5п       |
|              | Оникієнко Андрій Анатолійович        | 6 серпня 1980     | Україна    | 3        | 11п      |
|              | Остапенко Олег Володимирович         | 27 жовтня 1977    | Україна    | 24       | 21п      |
| Захисники    |                                      |                   |            |          |          |
|              | Варламов Євген Володимирович         | 25 липня 1975     | Росія      | 15       | 0        |
|              | Ветренніков Сергій Юрійович          | 24 березня 1976   | Україна    | 9        | 0        |
|              | Грановський Олександр Анатолійович   | 11 березня 1976   | Україна    | 2        | 0        |
|              | Доніца Юліан                         | 18 жовтня 1975    | Румунія    | 14       | 0        |
|              | Комарницький Віталій Станіславович   | 2 серпня 1981     | Україна    | 14       | 0        |
|              | Кравченко Володимир Олександрович    | 24 лютого 1981    | Україна    | 15       | 0        |
|              | Кучер Олександр Миколайович          | 22 жовтня 1982    | Україна    | 4        | 0        |
|              | Лащенков Сергій Миколайович          | 24 березня 1980   | Молдова    | 10       | 0        |
|              | Савчук Владислав Валерійович         | 1 листопада 1979  | Україна    | 6        | 0        |
|              | Самборський Володимир Сергійович     | 29 серпня 1985    | Україна    | 13       | 0        |
|              | Селезньов Сергій Анатолійович        | 17 лютого 1975    | Україна    | 24       | 4        |
|              | Ханас Андрій Петрович                | 26 липня 1984     | Україна    | 7        | 0        |
| Півзахисники |                                      |                   |            |          |          |
|              | Березовчук Андрій Володимирович      | 16 квітня 1981    | Україна    | 12       | 1        |
|              | Бордіян Віталі                       | 11 серпня 1984    | Молдова    | 12       | 0        |
|              | Гунчак Руслан Іванович               | 9 серпня 1979     | Україна    | 24       | 4        |
|              | Данілав Аляксандр Анатольєвіч        | 10 вересня 1980   | Білорусь   | 15       | 0        |
|              | Ібрагімов Ельдар Саїдович            | 22 червня 1976    | Узбекистан | 15       | 1        |
|              | Марселіно Консесао Андре Луіз        | 16 листопада 1977 | Бразилія   | 14       | 1        |
|              | Кузняцов Сяргей Вячаслававіч         | 3 листопада 1979  | Білорусь   | 22       | 3        |
|              | Максимов Олександр Олександрович     | 13 лютого 1985    | Україна    | 9        | 0        |
|              | Опря Анатолій Олександрович          | 25 листопада 1977 | Україна    | 15       | 0        |
|              | Призетко Олександр Сергійович        | 31 січня 1971     | Україна    | 12       | 0        |
|              | Світличний Роман Петрович            | 4 січня 1986      | Україна    | 1        | 0        |
|              | Яковенко Олександр Павлович          | 23 червня 1987    | Україна    | 7        | 0        |
|              | Ярошенко Костянтин Юрійович          | 12 вересня 1986   | Україна    | 8        | 1        |
| Нападники    |                                      |                   |            |          |          |
|              | Андронік Валеріу Міхаіл              | 21 грудня 1982    | Молдова    | 10       | 0        |
|              | Бровкін Дмитро Валерійович           | 11 травня 1984    | Україна    | 5        | 1        |
|              | Гладкий Олександр Миколайович        | 24 серпня 1987    | Україна    | 9        | 1        |
|              | Горкун Валентин Миколайович          | 19 липня 1982     | Україна    | 1        | 0        |
|              | Давидов Сергій Вікторович            | 16 грудня 1984    | Україна    | 2        | 0        |
|              | Джакобія Лаша                        | 20 серпня 1980    | Грузія     | 22       | 3        |
|              | Монтейро да Сільва Марсело Франціско | 1 листопада 1979  | Бразилія   | 10       | 0        |
|              | Пилипчук Сергій Валерійович          | 26 листопада 1984 | Україна    | 2        | 0        |
|              | Рібейро Андерсон Мендес              | 2 липня 1981      | Бразилія   | 12       | 4        |
|              | Целих Юрій Миколайович               | 18 квітня 1979    | Україна    | 9        | 0        |

## «Металург» (Донецьк)
Головні тренери: Славолюб Муслин (17 матчів), Віталій Шевченко (13 матчів)
| №            | Футболіст                        | Дата народження  | Країна             | Ігри     | Голи     |
| Воротарі     | Воротарі                         | Воротарі         | Воротарі           | Воротарі | Воротарі |
| ------------ | -------------------------------- | ---------------- | ------------------ | -------- | -------- |
|              | Вірт Юрій Миколайович            | 4 травня 1974    | Україна            | 17       | 17п      |
|              | Воробйов Дмитро Олександрович    | 27 серпня 1977   | Україна            | 5        | 4п       |
|              | Дішлєнковіч Владімір             | 2 липня 1981     | Сербія             | 3        | 5п       |
|              | Долганський Сергій Миколайович   | 15 вересня 1974  | Україна            | 6        | 9п       |
| Захисники    |                                  |                  |                    |          |          |
|              | Бечірі Елвін                     | 27 вересня 1980  | Албанія            | 23       | 0        |
|              | Грнчаров Бобан                   | 12 серпня 1982   | Північна Македонія | 6        | 0        |
|              | Гюзелов Ігор                     | 2 квітня 1976    | Північна Македонія | 18       | 1        |
|              | Де Соуза Жозе Леандро            | 14 травня 1985   | Бразилія           | 3        | 0        |
|              | Кучер Олександр Миколайович      | 22 жовтня 1982   | Україна            | 1        | 0        |
|              | Лоло Ігор Александр              | 22 липня 1982    | Кот-д'Івуар        | 14       | 0        |
|              | Не Арсен                         | 4 січня 1981     | Кот-д'Івуар        | 15       | 0        |
|              | Незірі Боян                      | 26 лютого 1982   | Сербія             | 21       | 1        |
|              | Чечер Вячеслав Леонідович        | 15 грудня 1980   | Україна            | 23       | 4        |
| Півзахисники |                                  |                  |                    |          |          |
|              | Бабангіда Аруна                  | 1 жовтня 1982    | Нігерія            | 8        | 2        |
|              | Бусаіді Аніс                     | 10 квітня 1981   | Туніс              | 17       | 1        |
|              | Гахокідзе Гіоргі                 | 5 листопада 1975 | Грузія             | 2        | 0        |
|              | Гомес Гарсія Рубен Марсело       | 26 січня 1984    | Аргентина          | 3        | 0        |
|              | Джамараулі Гоча                  | 23 червня 1971   | Грузія             | 8        | 0        |
|              | Зотов Олександр Сергійович       | 23 лютого 1975   | Україна            | 24       | 2        |
|              | Марковіч Слободан                | 9 листопада 1978 | Сербія             | 10       | 0        |
|              | Мелікян Єгіше Мєлікович          | 13 серпня 1979   | Вірменія           | 10       | 0        |
|              | Олексієнко Олександр Миколайович | 13 травня 1979   | Україна            | 18       | 2        |
|              | Полянський Олексій Володимирович | 12 квітня 1986   | Україна            | 4        | 0        |
|              | Рістіч Братіслав                 | 21 січня 1980    | Сербія             | 23       | 0        |
|              | Ткаченко Сергій Вікторович       | 10 лютого 1979   | Україна            | 21       | 3        |
|              | Туре Яя Гнегнері                 | 13 травня 1983   | Кот-д'Івуар        | 22       | 2        |
|              | Шищенко Сергій Юрійович          | 13 січня 1976    | Україна            | 14       | 1        |
| Нападники    |                                  |                  |                    |          |          |
|              | Деметрадзе Георге                | 26 вересня 1976  | Грузія             | 24       | 4        |
|              | Мельник Вадим Васильович         | 16 травня 1980   | Україна            | 8        | 1        |
|              | Мендоса Асеведо Андрес Аугусто   | 26 квітня 1978   | Перу               | 23       | 12       |
|              | Младеновіч Ненад                 | 13 грудня 1976   | Сербія             | 8        | 0        |
|              | Сичов Віталій Олексійович        | 10 грудня 1986   | Україна            | 1        | 0        |
|              | Століца Ілія                     | 7 липня 1979     | Сербія             | 9        | 2        |

## «Металург» (Запоріжжя)
Головний тренер: Валерій Яремченко
| №            | Футболіст                        | Дата народження   | Країна             | Ігри     | Голи     |
| Воротарі     | Воротарі                         | Воротарі          | Воротарі           | Воротарі | Воротарі |
| ------------ | -------------------------------- | ----------------- | ------------------ | -------- | -------- |
|              | Глущенко Андрій Олександрович    | 18 березня 1974   | Україна            | 29       | 28п      |
|              | Ян Золна                         | 27 травня 1978    | Словаччина         | 1        | 4п       |
| Захисники    |                                  |                   |                    |          |          |
|              | Бошняк Споменко                  | 18 липня 1973     | Хорватія           | 14       | 1        |
|              | Вишняк Ярослав Васильович        | 22 липня 1982     | Україна            | 21       | 0        |
|              | Кабельскі Сяргєй Мар'янавіч      | 17 квітня 1973    | Білорусь           | 4        | 0        |
|              | Лобаньовс Валентінс              | 23 жовтня 1971    | Латвія             | 12       | 0        |
|              | Невмивака Дмитро Васильович      | 19 березня 1984   | Україна            | 21       | 0        |
|              | Польовий Володимир Олександрович | 28 липня 1985     | Україна            | 7        | 0        |
|              | Попов Сергій Олександрович       | 22 квітня 1971    | Україна            | 18       | 2        |
|              | Флоря Даніель                    | 18 грудня 1975    | Румунія            | 13       | 0        |
|              | Челідзе Лаша                     | 13 березня 1985   | Грузія             | 1        | 0        |
|              | Челядзінскі Арцьом Віктаравіч    | 29 грудня 1977    | Білорусь           | 11       | 0        |
| Півзахисники |                                  |                   |                    |          |          |
|              | Акопян Армен Антонович           | 15 січня 1980     | Україна            | 21       | 4        |
|              | Аржанов Володимир Олександрович  | 29 листопада 1985 | Україна            | 3        | 0        |
|              | Бредун Євген Дмитрович           | 10 вересня 1982   | Україна            | 13       | 1        |
|              | Годін Олексій Вячеславович       | 2 лютого 1983     | Україна            | 12       | 0        |
|              | Горовой Борис Олеговіч           | 8 квітня 1974     | Білорусь           | 1        | 0        |
|              | Демченко Андрій Анатолійович     | 20 серпня 1976    | Україна            | 17       | 3        |
|              | Дудник Ігор Анатолійович         | 9 серпня 1985     | Україна            | 1        | 0        |
|              | Заяць Вадим Григорович           | 1 червня 1974     | Україна            | 2        | 0        |
|              | Зубченко Андрій Володимирович    | 15 березня 1977   | Україна            | 6        | 0        |
|              | Кривенцов Валерій Сергійович     | 31 липня 1973     | Україна            | 11       | 0        |
|              | Лапко Микола Романович           | 11 жовтня 1976    | Україна            | 8        | 0        |
|              | Лучкевич Ігор Валерійович        | 19 листопада 1973 | Україна            | 21       | 1        |
|              | Максимов Юрій Вільйович          | 8 грудня 1968     | Україна            | 9        | 1        |
|              | Урош Милосавлевич                | 13 липня 1982     | Сербія             | 5        | 0        |
|              | Мусонда Віктор Петерович         | 1 червня 1983     | Україна            | 2        | 0        |
|              | Погорелов Іван Анатолійович      | 12 березня 1982   | Україна            | 8        | 0        |
|              | Семененко Артем Андрійович       | 2 вересня 1988    | Україна            | 1        | 0        |
|              | Сілюк Сергій Володимирович       | 5 червня 1985     | Україна            | 22       | 4        |
|              | Хома Ярослав Богданович          | 17 лютого 1974    | Україна            | 8        | 0        |
|              | Шкембі Бледі                     | 13 серпня 1979    | Албанія            | 14       | 0        |
| Нападники    |                                  |                   |                    |          |          |
|              | Ільяшов Андрій Степанович        | 20 грудня 1982    | Україна            | 4        | 1        |
|              | Каракевич Роман Васильович       | 13 листопада 1981 | Україна            | 16       | 1        |
|              | Кирилов Вадим Васильович         | 2 червня 1981     | Україна            | 2        | 0        |
|              | Кіровскі Хрістіян                | 12 жовтня 1985    | Північна Македонія | 6        | 0        |
|              | Левченко Сергій Миколайович      | 3 січня 1981      | Україна            | 4        | 0        |
|              | Любарський Руслан Миколайович    | 29 вересня 1973   | Україна            | 28       | 1        |
|              | Модебадзе Іраклі Іузайович       | 4 жовтня 1984     | Грузія             | 9        | 4        |
|              | Молдован Дмитро Васильович       | 31 березня 1987   | Україна            | 1        | 0        |
|              | Морозов Сергій Олександрович     | 3 січня 1986      | Україна            | 2        | 0        |

## «Оболонь» (Київ)
Головні тренери: Петро Слободян (15 матчів), Олександр Рябоконь (15 матчів)
| №            | Футболіст                          | Дата народження   | Країна   | Ігри     | Голи     |
| Воротарі     | Воротарі                           | Воротарі          | Воротарі | Воротарі | Воротарі |
| ------------ | ---------------------------------- | ----------------- | -------- | -------- | -------- |
|              | Овраменко Максим Володимирович     | 3 квітня 1984     | Україна  | 1        | 2п       |
|              | Романенко Всеволод Вадимович       | 24 березня 1977   | Україна  | 16       | 15п      |
|              | Сухина Євген Васильович            | 4 травня 1982     | Україна  | 7        | 11п      |
|              | Товт Андрій Володимирович          | 12 березня 1985   | Україна  | 8        | 15п      |
| Захисники    |                                    |                   |          |          |          |
|              | Гололобов Дмитро Вікторович        | 1 січня 1985      | Україна  | 8        | 1        |
|              | Іванов Павло Олександрович         | 24 вересня 1984   | Україна  | 4        | 0        |
|              | Конюшенко Андрій Вікторович        | 2 квітня 1977     | Україна  | 10       | 2        |
|              | Конюшенко Сергій Вікторович        | 9 липня 1971      | Україна  | 25       | 0        |
|              | Крохмаль Володимир Олександрович   | 8 квітня 1982     | Україна  | 8        | 0        |
|              | Кутас Павло Віталійович            | 3 вересня 1982    | Україна  | 20       | 0        |
|              | Назарук Сергій Васильович          | 9 лютого 1984     | Україна  | 24       | 0        |
|              | Нівінський Вячеслав Миколайович    | 31 березня 1974   | Україна  | 24       | 2        |
|              | Олійник Роман Анатолійович         | 25 липня 1975     | Україна  | 7        | 0        |
|              | Орлатий Андрій Миколайович         | 25 січня 1982     | Україна  | 4        | 0        |
|              | Стоян Максим Анатолійович          | 19 серпня 1980    | Україна  | 15       | 0        |
| Півзахисники |                                    |                   |          |          |          |
|              | Драголюк Андрій Вікторович         | 26 червня 1982    | Україна  | 4        | 0        |
|              | Іващенко Валерій Володимирович     | 25 листопада 1980 | Україна  | 18       | 2        |
|              | Каряка Дмитро Вікторович           | 20 липня 1977     | Україна  | 12       | 2        |
|              | Кобзар Віталій Юрійович            | 9 травня 1972     | Україна  | 26       | 0        |
|              | Козеренко Роман Андрійович         | 15 жовтня 1984    | Україна  | 3        | 0        |
|              | Козир Сергій Васильович            | 4 квітня 1979     | Україна  | 15       | 1        |
|              | Мазуренко Олег Миколайович         | 8 листопада 1977  | Україна  | 13       | 0        |
|              | Мельник Віктор Володимирович       | 11 серпня 1980    | Україна  | 16       | 0        |
|              | Міщенко Віталій Миколайович        | 26 серпня 1975    | Україна  | 18       | 0        |
|              | Мороз Геннадій Григорович          | 27 березня 1975   | Україна  | 9        | 1        |
|              | Наконечний Микола Леонідович       | 10 вересня 1981   | Україна  | 12       | 0        |
|              | Слободян Вадим Олександрович       | 25 листопада 1986 | Україна  | 2        | 0        |
|              | Соломатін Андрій Юр'євіч           | 9 вересня 1975    | Росія    | 9        | 0        |
|              | Чуприна Євгеній Михайлович         | 24 квітня 1984    | Україна  | 7        | 0        |
| Нападники    |                                    |                   |          |          |          |
|              | Бровкін Дмитро Валерійович         | 11 травня 1984    | Україна  | 1        | 0        |
|              | Гребеножко Олександр Олександрович | 4 листопада 1976  | Україна  | 26       | 0        |
|              | Іващенко Олександр Володимирович   | 19 лютого 1985    | Україна  | 2        | 0        |
|              | Коробкін Владислав Володимирович   | 21 січня 1983     | Україна  | 6        | 0        |
|              | Продан Ігор Вячеславович           | 29 лютого 1976    | Україна  | 9        | 2        |
|              | Терещенко Вячеслав Володимирович   | 16 січня 1977     | Україна  | 18       | 4        |
|              | Третяк Сергій Вікторович           | 28 листопада 1984 | Україна  | 10       | 1        |

## «Таврія» (Сімферополь)
Головні тренери: Анатолій Заяєв (7 матчів), Федорчук Олег Вікторович (23 матчі)
| №            | Футболіст                           | Дата народження   | Країна   | Ігри     | Голи     |
| Воротарі     | Воротарі                            | Воротарі          | Воротарі | Воротарі | Воротарі |
| ------------ | ----------------------------------- | ----------------- | -------- | -------- | -------- |
|              | Величко Сергій Миколайович          | 9 серпня 1976     | Україна  | 4        | 4п       |
|              | Старцев Максим Олександрович        | 20 січня 1980     | Україна  | 15       | 11п      |
|              | Чантурія Грігол                     | 25 вересня 1973   | Грузія   | 2        | 2п       |
|              | Шуховцев Ігор Вікторович            | 13 липня 1971     | Україна  | 9        | 11п      |
| Захисники    |                                     |                   |          |          |          |
|              | Головко Олександр Борисович         | 6 січня 1972      | Україна  | 8        | 0        |
|              | Перейра Евертон Антоніо             | 15 листопада 1979 | Бразилія | 6        | 0        |
|              | Заруцькій Александр Станіславовіч   | 24 січня 1969     | Росія    | 13       | 0        |
|              | Катков Павло Валерійович            | 29 червня 1981    | Україна  | 1        | 0        |
|              | Літовченко Сергій Вікторович        | 30 січня 1979     | Україна  | 13       | 2        |
|              | Монахов Антон Олександрович         | 31 січня 1982     | Україна  | 7        | 0        |
|              | Поклонський Олександр Володимирович | 22 січня 1975     | Україна  | 14       | 2        |
|              | Степанов Андрій Володимирович       | 11 червня 1978    | Україна  | 11       | 0        |
|              | Татарінцев Антон Юрійович           | 28 вересня 1984   | Україна  | 1        | 0        |
|              | Храмцов Олексій Володимирович       | 8 листопада 1975  | Україна  | 23       | 0        |
|              | Чижевський Олександр Арсенійович    | 27 травня 1971    | Україна  | 29       | 0        |
| Півзахисники |                                     |                   |          |          |          |
|              | Абляметов Арсен Шавкатович          | 10 серпня 1984    | Україна  | 1        | 0        |
|              | Голайдо Денис Олександрович         | 3 червня 1984     | Україна  | 10       | 1        |
|              | Де Ласерда Апаресіда Едмар          | 16 червня 1980    | Бразилія | 24       | 2        |
|              | Єсін Сергій Олександрович           | 2 квітня 1975     | Україна  | 4        | 0        |
|              | Годой Алвеш Жуніор Луіс Антоніо     | 20 вересня 1978   | Бразилія | 29       | 6        |
|              | Кармаліта Євген Олегович            | 12 квітня 1983    | Україна  | 1        | 0        |
|              | Козоріз Іван Миколайович            | 14 вересня 1979   | Україна  | 11       | 1        |
|              | Корнєв Андрій Володимирович         | 1 листопада 1978  | Україна  | 22       | 1        |
|              | Маткевич Анатолій Анатолійович      | 17 червня 1977    | Україна  | 2        | 0        |
|              | Одинцов Євген Юрійович              | 23 серпня 1986    | Україна  | 1        | 1        |
|              | Пірву Іонел Антонел                 | 23 червня 1970    | Румунія  | 10       | 0        |
|              | Полтавець Роман Вадимович           | 27 липня 1983     | Україна  | 7        | 0        |
|              | Пономаренко Володимир Миколайович   | 29 жовтня 1972    | Україна  | 8        | 0        |
|              | Рожок Сергій Володимирович          | 25 квітня 1985    | Україна  | 1        | 0        |
|              | Селезньов Юрій Олександрович        | 18 грудня 1975    | Україна  | 9        | 1        |
|              | Сібіряков Сергій Олександрович      | 1 січня 1982      | Україна  | 6        | 0        |
|              | Смалько Андрій Олексійович          | 22 січня 1981     | Україна  | 10       | 0        |
|              | Смірнов Денис Анатолійович          | 18 червня 1975    | Україна  | 11       | 0        |
|              | Старгородський Артем Сергійович     | 17 січня 1982     | Україна  | 11       | 0        |
|              | Да Сільва Нері Адсон                | 4 серпня 1981     | Бразилія | 1        | 0        |
|              | Чхетіані Кахабер                    | 24 лютого 1978    | Грузія   | 5        | 0        |
| Нападники    |                                     |                   |          |          |          |
|              | Гігіадзе Васіл                      | 3 червня 1977     | Грузія   | 26       | 9        |
|              | Гоменюк Володимир Михайлович        | 19 липня 1985     | Україна  | 7        | 1        |
|              | Гоменюк Володимир Михайлович        | 19 липня 1985     | Україна  | 0        | 0        |
|              | Іонанідзе Зураб Давидович           | 2 грудня 1971     | Грузія   | 8        | 1        |
|              | Ковпак Олександр Олександрович      | 2 лютого 1983     | Україна  | 14       | 6        |
|              | Морозов Олександр Олександрович     | 9 березня 1985    | Україна  | 2        | 0        |
|              | Шевцов Сергій Анатолійович          | 31 грудня 1975    | Україна  | 4        | 0        |

## «Чорноморець» (Одеса)
Головний тренер: Семен Альтман
| №            | Футболіст                         | Дата народження   | Країна     | Ігри     | Голи     |
| Воротарі     | Воротарі                          | Воротарі          | Воротарі   | Воротарі | Воротарі |
| ------------ | --------------------------------- | ----------------- | ---------- | -------- | -------- |
|              | Альтман Геннадій Семенович        | 22 травня 1979    | Україна    | 17       | 14п      |
|              | Руденко Віталій Миколайович       | 26 січня 1981     | Україна    | 13       | 15п      |
| Захисники    |                                   |                   |            |          |          |
|              | Білозор Сергій Володимирович      | 15 липня 1979     | Україна    | 28       | 1        |
|              | Ващук Владислав Вікторович        | 2 січня 1975      | Україна    | 18       | 1        |
|              | Гілазєв Руслан Накіфович          | 7 січня 1977      | Україна    | 27       | 1        |
|              | Гришко Дмитро Сергійович          | 2 грудня 1985     | Україна    | 14       | 0        |
|              | Симоненко Сергій Юрійович         | 12 червня 1981    | Україна    | 23       | 2        |
|              | Скоропад Павло Васильович         | 21 липня 1979     | Україна    | 12       | 0        |
|              | Стоян Максим Анатолійович         | 19 серпня 1980    | Україна    | 7        | 0        |
|              | Уваров Олексій Михайлович         | 1 червня 1981     | Росія      | 12       | 0        |
|              | Хвостунов Олександр Володимирович | 9 січня 1974      | Узбекистан | 1        | 0        |
|              | Хромих Антон Георгійович          | 23 травня 1982    | Україна    | 9        | 0        |
| Півзахисники |                                   |                   |            |          |          |
|              | Бранковіч Сініша                  | 30 січня 1979     | Сербія     | 16       | 0        |
|              | Даниловський Сергій Юрійович      | 20 серпня 1981    | Україна    | 16       | 0        |
|              | Доценко Віктор Петрович           | 10 грудня 1975    | Україна    | 22       | 0        |
|              | Згура Сергій Олександрович        | 3 листопада 1977  | Україна    | 24       | 0        |
|              | Кірлік Андрій Яношевич            | 21 листопада 1974 | Україна    | 28       | 1        |
|              | Козир Сергій Васильович           | 4 квітня 1979     | Україна    | 2        | 0        |
|              | Лашанков Євген Іванович           | 2 січня 1979      | Білорусь   | 11       | 3        |
|              | Луценко Євген Валентинович        | 10 листопада 1980 | Україна    | 12       | 0        |
|              | Мітерєв Юрій                      | 28 лютого 1975    | Молдова    | 21       | 1        |
|              | Полтавець Валентин Миколайович    | 18 квітня 1975    | Україна    | 23       | 2        |
|              | Сергеєв Лев Володимирович         | 5 січня 1981      | Україна    | 2        | 0        |
|              | Смалько Андрій Олексійович        | 22 січня 1981     | Україна    | 8        | 0        |
| Нападники    |                                   |                   |            |          |          |
|              | Балабанов Костянтин Олексійович   | 13 серпня 1982    | Україна    | 10       | 3        |
|              | Згура Олександр Олександрович     | 20 серпня 1985    | Україна    | 3        | 0        |
|              | Косирін Олександр Михайлович      | 18 червня 1977    | Україна    | 29       | 14       |
|              | Соломатін Олексій Олександрович   | 30 березня 1983   | Україна    | 1        | 0        |

## «Шахтар» (Донецьк)
Головний тренер: Мірча Луческу
| №            | Футболіст                      | Дата народження   | Країна   | Ігри     | Голи     |
| Воротарі     | Воротарі                       | Воротарі          | Воротарі | Воротарі | Воротарі |
| ------------ | ------------------------------ | ----------------- | -------- | -------- | -------- |
|              | Лаштувка Ян                    | 7 липня 1982      | Чехія    | 22       | 13п      |
|              | Плетікоса Стіпе                | 8 січня 1979      | Хорватія | 6        | 6п       |
|              | Шутков Дмитро Анатолійович     | 3 квітня 1972     | Україна  | 2        | 0п       |
| Захисники    |                                |                   |          |          |          |
|              | Беркеуан Космін                | 5 серпня 1978     | Румунія  | 19       | 1        |
|              | Сарайва де Соуза Іван          | 18 січня 1982     | Бразилія | 1        | 0        |
|              | Кулаков Денис Єрмилович        | 1 травня 1986     | Україна  | 1        | 0        |
|              | Лалатовіч Ненад                | 22 грудня 1977    | Сербія   | 4        | 0        |
|              | Левандовскі Маріуш             | 18 травня 1979    | Польща   | 25       | 2        |
|              | Рац Дінча Разван               | 26 травня 1981    | Румунія  | 20       | 2        |
|              | Стойкан Владімір Флавіус       | 24 листопада 1976 | Румунія  | 24       | 0        |
|              | Флоря Даніель                  | 18 грудня 1975    | Румунія  | 3        | 0        |
|              | Хюбшман Томаш                  | 4 вересня 1981    | Чехія    | 21       | 1        |
| Півзахисники |                                |                   |          |          |          |
|              | Касеміро Маркус Жоао Батіста   | 4 березня 1975    | Бразилія | 11       | 0        |
|              | Бахарєв Олексій Олександрович  | 12 жовтня 1976    | Україна  | 3        | 0        |
|              | Вукіч Звонімір                 | 19 липня 1979     | Сербія   | 27       | 0        |
|              | Дуляй Ігор                     | 29 жовтня 1979    | Сербія   | 24       | 2        |
|              | Блумер Елано                   | 14 червня 1981    | Бразилія | 13       | 4        |
|              | Родрігес да Сільва Жадсон      | 5 жовтня 1983     | Бразилія | 15       | 6        |
|              | Франселіно да Сільва Матузалем | 10 червня 1980    | Бразилія | 24       | 8        |
|              | Пуканич Адріан Миколайович     | 22 червня 1983    | Україна  | 5        | 0        |
|              | Срна Дарійо                    | 1 травня 1982     | Хорватія | 22       | 1        |
|              | Тимощук Анатолій Олександрович | 30 березня 1979   | Україна  | 25       | 4        |
| Нападники    |                                |                   |          |          |          |
|              | Агахова Джуліус                | 12 лютого 1982    | Нігерія  | 15       | 8        |
|              | Бєлік Олексій Григорович       | 15 лютого 1981    | Україна  | 19       | 5        |
|              | Лемос да Сільва Еваеверсон     | 16 червня 1980    | Бразилія | 21       | 12       |
|              | Воробей Андрій Олексійович     | 29 листопада 1978 | Україна  | 29       | 4        |
|              | Маріка Чіпріан Андрей          | 2 жовтня 1985     | Румунія  | 16       | 2        |
|              | Молдован Дмитро Васильович     | 31 березня 1987   | Україна  | 2        | 0        |